# Askøybroen
Askøybroen er en hængebro fra fastlandet til Askøy i Vestland fylke i Norge. Broen har det længste brospænd i Norge og var Skandinaviens længste hængebro da den blev bygget. Broen består af to kørebaner og en vej for fodgængere. Den har til sammen 7 spænd. 
Den blev åbnet den 12. december 1992 og er en del af riksvei 562.

## Konstruktionen
Det er Statens vegvesen som har stået som den hovedprojekterende af broen. Aas-Jacobsen har haft ansvaret for prosjekteringen af ståldækket, hængekablerne og fastgørelsen af disse.
Hovedspændet består af et kasseprofiler  i stål med en bredde på 15,5 m og en højde på 3,0 m. Hovedkablerne er i stål og består af 21 kabler bundet sammen, 7 stk. i 3 rader. Tårnene, pillerne og tilkørslerne er bygget i beton. 

## Slut med opkrævning af bompenge
Den 18. november 2006, nøjagtig klokken 12.00, stoppede man opkrævningen af bompenge.
Efter 22 år med betaling, var der blevet betalt 1,2 milliarder kroner til broen. Otte af disse år var det forhåndsbompenge, som betaltes  på færgen, og de sidste 14 år forgik opkrævningen ved bomstationen på Bergenssiden. Afslutningen fejredes med fyrværkeri. 